# Anthony Pesela
Anthony Pesela (9 de junio de 2002) es un deportista botsuano que compite en atletismo. Participó en los Juegos Olímpicos de París 2024, obteniendo una medalla de plata en la prueba de 4 × 400 m.

## Palmarés internacional
| Juegos Olímpicos | Juegos Olímpicos | Juegos Olímpicos | Juegos Olímpicos |
| Año              | Lugar            | Medalla          | Prueba           |
| ---------------- | ---------------- | ---------------- | ---------------- |
| 2024             | París (Francia)  | Medalla de plata | 4 × 400 m        |